# Piz Vizan
Piz Vizan är en bergstopp i Schweiz.   Den ligger i regionen Viamala och kantonen Graubünden, i den östra delen av landet, 150 km öster om huvudstaden Bern. Toppen på Piz Vizan är 2 471 meter över havet, eller 83 meter över den omgivande terrängen. Bredden vid basen är 0,86 km.
Terrängen runt Piz Vizan är huvudsakligen bergig. Närmaste större samhälle är Thusis, 11,4 km norr om Piz Vizan. 
I omgivningarna runt Piz Vizan växer i huvudsak barrskog. Runt Piz Vizan är det glesbefolkat, med 10 invånare per kvadratkilometer.